# سلام شرقي
سلام شرقي قرية في ناحية جب الجراح التابعة لمنطقة المخرّم في محافظة حمص في سورية. بلغ عدد سكان القرية 273 نسمة حسب تعداد عام 2004.